# Тюо-ку (Тиба)
Тюо-ку (яп. 中央区 тю:о:ку) — район города Тиба префектуры Тиба в Японии. По состоянию на 1 июня 2013 года население района составило 201 504 человека, плотность населения — 4 500 чел./км².

## История
Укреплённый замок Инохана, принадлежащий роду Тиба, располагался на месте современного района Тюо-ку в период Камакура. Потом местность контролировалась родом Сатоми в период Сэнгоку, и непосредственно управлялась сёгунатом Токугава в период Эдо.
После реставрации Мэйдзи территория была разделена 1 апреля 1889 года на город Тиба и поселения Сога, Мияко. Тисиро и Оихама в составе района Тиба. Оихама стала городом 10 ноября 1928 года. 11 февраля 1937 года в город Тиба были включены Сога и Мияко, а 11 февраля 1944 года — и Тисиро. 11 февраля 1955 года Оихама вошла в состав Тибы.
Район Тюо-ку был создан 1 апреля 1992 года, когда Тиба получила статус города, определённого указом правительства.

## Экономика
Район Тюо-ку — промышленный и коммерческий центр Тибы, основном служит региональным коммерческим центром и спальным районом Тибы и Токио. Он активно рос после Второй мировой войны вокруг районообразующего металлургического производства компании «Kawasaki Steel» (JFE Holdings)

## Спортивные сооружения
- Фукуда Дэнси Арена

## Транспорт
- Кокудо 14
- Кокудо 16
- Кокудо 51
- Кокудо 126
- Кокудо 357

Железнодорожный:
- Линия Собу: станции Ниси-Тиба, Тиба и Хигаси-Тиба.
- Линия Утибо: станции Сога и Хамано.
- Линия Сотобо: станции Тиба, Хон-Тиба и Сога.
- Линия Кэйё: станции Тиба-Минато и Сога.
- Линия Тиба: станции Ниси-Нобуто, Син-Тиба, Кэйсэй-Тиба и Тиба-Тюо.